# Meteor (1972)
Sulev, wcześniej Meteor – wschodnioniemiecki okręt rozpoznawczy projektu projektu 115 (65.2)  (oznaczenie NATO: Kondor), następnie estoński okręt patrolowy. Wszedł do służby w Ludowej Marynarce NRD w 1972 roku jako okręt rozpoznawczy „Meteor”. Po zjednoczeniu Niemiec w 1994 roku przekazany Estonii, używany w Estońskiej Marynarce Wojennej (Eesti Merevägi) pod nazwą „Sulev” (M412) jako okręt patrolowy. Wycofany w 2000 roku.

## Budowa
Okręt jednym z dwóch okrętów rozpoznawczych projektu 115 (oznaczanego też numerem 65.2): „Meteor” i „Komet”, zaprojektowanych i zbudowanych w Niemieckiej Republice Demokratycznej na bazie trałowca projektu 89.1, oznaczonego przez NATO jako typ Kondor I. Oba okręty rozpoznawcze były przez NATO również oznaczane jako typ Kondor. „Meteor” został zbudowany jako drugi w stoczni Peene-Werft w Wolgaście, pod numerem 65.202. Brak jest znanych dat budowy, lecz został ukończony i oddany do służby 3 maja 1972 roku.

## Skrócony opis
Okręty projektu 115 miały takie same linie kadłuba i nadbudówki jak trałowce projektu 89.1. Dodatkowe wyposażenie umieszczone było w kontenerach umieszczonych na pokładzie w części rufowej. Na przełomie lat 70/80. między masztem a kominem ustawiono dodatkowe przeszklone stanowisko obserwacyjne (o niewiadomym przeznaczeniu), a za kominem dodano drugi mniejszy maszt z antenami. Okręty miały początkowo wyporność 359 ton (brak bliższego określenia w jakim stanie). Różnice wymiarowe w porównaniu z trałowcami proj. 89.1 były minimalne; długość całkowita wynosiła 52,02 m, szerokość 6,91 m, zaś zanurzenie 2,21 m.
Napęd jednostek, tak samo jak trałowców, stanowiły dwa silniki wysokoprężne 40 DM o mocy po 2000 KM, poruszające dwie śruby. Prędkość maksymalna wynosiła 20 węzłów. Zasięg analogicznych trałowców wynosił 3000 mil morskich przy prędkości 12 węzłów. Załoga początkowo obejmowała 27 osób. W Estonii załoga liczyła 30 osób.
W służbie niemieckiej jednostki nie były uzbrojone, lecz przewidziano na pokładzie dziobowym miejsce do zainstalowania podstawy podwójnie sprzężonego działka przeciwlotniczego kalibru 25 mm 2M-3M na wypadek wojny. W służbie estońskiej zamontowano takie działko. W późniejszym okresie okręt otrzymał także podwójnie sprzężony karabin maszynowy kalibru 14,5 mm za kominem.
Okręty miały radar nawigacyjny TSR 333. Dalsze wyposażenie radioelektroniczne i obserwacji technicznej w niemieckiej służbie nie jest dokładnie znane, było ono bogate z racji przeznaczenia okrętu, a także zmieniało się w czasie. Miały one stację hydrolokacyjną KLA-58 (jak trałowce) oraz MG-329 z opuszczaną anteną produkcji ZSRR. Prawdopodobnie miały też radziecką stację rozpoznania radioelektronicznego Bizań-4A/B. Były przystosowane do przenoszenia płetwonurków bojowych.

## Służba
„Meteor” wszedł do służby w Ludowej Marynarce NRD (Volksmarine) 3 maja 1972 roku jako drugi okręt tego typu, około miesiąc po bliźniaczym „Komet”. Miał przydzielony numer burtowy D 43. Oba okręty były w celu maskowania operacyjnego oficjalnie określone jako okręty badawcze. Ich nazwy były jawne i malowane na burtach na dziobie (co było rzadkością w marynarkach Układu Warszawskiego). Mimo to, na zachodzie ich zadania były znane i były one prawidłowo identyfikowane jako okręty rozpoznawcze.
Po zjednoczeniu Niemiec, „Meteor” został 2 października 1990 roku wycofany ze służby Volksmarine, jednakże w odróżnieniu od większości okrętów został przejściowo przejęty przez marynarkę zjednoczonych Niemiec Bundesmarine, pod tą samą nazwą. Został jednak szybko odstawiony do rezerwy z uwagi na brak potrzeb i wymagany remont, po czym wycofany w 1994 roku.
W 1994 roku oba dawne okręty rozpoznawcze zostały przekazane Estonii dla nowo tworzonej Estońskiej Marynarki Wojennej (Eesti Merevägi), lecz istnieją rozbieżności w publikacjach co do konkretnej daty. Dawny „Meteor” otrzymał imię „Sulev” (część publikacji podaje odwrotnie). Otrzymał numer burtowy M 412. Używany był jako pełnomorski okręt patrolowy. Został wycofany ze służby w 2000 roku, jako drugi.